# CPg
CPg (azaz Come on Punk group később Coitus Punk group) szegedi punkegyüttes, 1979-ben tinédzserként alapította Benkő Zoltán ("Güzü" – gitár), Kis Antal ("Kicsi" – basszusgitár), Kocsis Tibor ("Bőr"), Nagy Zoltán ("Kutyás" – dob). Nem sokkal később csatlakozott hozzájuk Gallai Ferenc ("Boy" – ének). Kocsis idővel lemorzsolódott a csapatról, Kis helyét pedig az akkor 15 éves Varga Zoltán ("Takony") vette át. 1981-ben a zenekar Budapestre (Sashalomra) költözött, és Gallai helyén Haska Béla lett az énekes.

## Rendszerellenesség
1983-ban kommunistaellenes, erőszakra buzdító dalszövegeik miatt börtönbüntetésre ítélték a zenekart, közösség elleni izgatás és más népcsoportok elleni uszítás (ennek alapja a "szovjet atom is atom" dalszöveg-részlet volt) vádjával. 1,5–2 évet töltöttek börtönben. Szabadulásuk után Benkő hamis útlevéllel Ausztriába disszidált, majd onnan az Egyesült Államokba. 1993-ban, a rendszerváltás után tért haza Magyarországra.
(…) egyértelműen és megnyugtató módon megállapítható tényállás szerint a vádlottak a CPg-együttes keretén belül megvalósított magatartásukkal a Magyar Népköztársaság alkotmányos rendje, szövetségi, barátsági és együttműködésre irányuló nemzetközi kapcsolata elleni érzelmeket igyekezett szítani, mégpedig nihilista, anarchista alapokon, tehát gyűlöletkeltési szándékkal. Ezt az általuk előadott számok egyrészt konkrétan ki is mondták, mint a Gáz blues, Áll egy ifjú, Mindenki tetű, Báb vagy, Anarchiát, és CC20. Vannak azonban olyan számaik is, melyek érzelemkeltő képek, allegóriák, metaforák felhasználásával, gondolkodási úton juttatják hallgatójukat hasonló eredményre, mint például a Gáz blues bevezető két sora, Rohadt angyalok, Meseország, Cselszövő és Primitív bunkók.” (1983)

## Kiadványaik
1984-ben a francia Primitiv Cozak kiadó megjelentetett egy válogatás kislemezt "Rebelles De Tous Les Pays Unissez-Vous!" (vagyis Világ lázadói, egyesüljetek!) címmel. A kiadványon a CPg a "Primitív bunkó" című dallal szerepel. A válogatás többi szereplője szintén az aktuális hatalom bírálóiból, tehát a kommunista rezsim üldözötteiből került ki: Kretens, QSS, ETA, Fegyelem (a borítón hibásan Tizedes és a többiek szerepel).
1993-ban kiadták az archív felvételeket tartalmazó kazettájukat Mindent megeszünk címmel. Több punk válogatáslemezen és az Azok a boldog punk napok c. kiadványon is szerepeltek.
Kövessy Róbert 2000-ben készítette el a CPg-ről szóló Pol Pot megye punkjai című filmjét. (kritika). A filmhez kapcsolódóan felvettek egy albumnyi dalt (CPg 1980–1984 címmel). 2003-ban pedig újabb albumuk jelenik meg (Embör vigyázz!) felerészt új, felerészt régi dalokból. A zenekar 2005. december 15-én koncertet ad az A38 Hajón. A felvételt (Koncertlemez) limitált számú CD-n a helyszínen lehetett megvásárolni.
Két dallal szerepeltek 2007-ben az "Emberek Emberekért" című jótékonysági válogatáson. A bevételt a leukémiás betegek kezelésére ajánlották fel a művészek. A válogatás a Szent László Kórház javára szervezett jótékonysági fesztiválsorozat (Leukémia Fesztivál) kísérő kiadványa.
2008-ban hivatalosan is kiadták hanglemezen 1983-as demófelvételüket. A simán CPg névre hallgató kiadvány 7 hüvelykes mint egy kislemez, de 33-as fordulatszámú, mint a nagylemezek.
2021. elején megjelent cd-n a II. Erdős Péter emlékfesztiválon (Schlekman Dániel "Schleki" szervezés – 2000.09.08, Gödöllő, Trafo Club) rögzített koncertjük hanganyaga. A lemez bevételével a nehéz helyzetbe került Haska Bélának gyűjtöttek támogatást. Az akció olyan jól sikerült, hogy hálájuk jeléül nyár végére egy napon két koncert erejéig a pécsi Sárkány Barlangban összeállt a zenekar, melyen a már külföldön élő Takony is részt tudott venni.

### Felvételek
- Mozaik Klub koncert (1983)
- Pol Pot megye punkjai (1999)
- Z+ interjú (2000)
- Privát Rocktörténet #42 – A CPg (2009)
- Szennyhullám #3 – Magyar punkmozaik '78-84 – PartizánDOKU (2020)
- Tetű (videóklip, 2021)